# Герасимец, Сергей Григорьевич
Серге́й Григо́рьевич Герасиме́ц (бел. Сяргей Рыгоравіч Герасімец; 13 октября 1965, Киев — 26 сентября 2021, Санкт-Петербург) — советский и белорусский футболист, нападающий; тренер. Мастер спорта СССР (1986).

## Карьера

### Клубная
Воспитанник школы «Юный динамовец» (Киев). В киевское «Динамо» попал при Лобановском, но игроком дубля стал при Юрии Морозове. После двух лет в резервном составе был переведён в дочернюю команду «Рось» Ирпень. Работавший тогда с командой Виктор Каневский дал раскрыться футболисту, позволял играть в техничный футбол.
Чемпион IX Спартакиады народов СССР 1986.
В 1986 принял приглашение и перешёл в донецкий «Шахтёр», откуда ушёл, не сработавшись с Анатолием Коньковым. Спустя некоторое время его позвал в Ланчхути Михаил Фоменко. Он написал заявление о переходе в «Гурию», но предупредил: будет предложение из высшей лиги — поедет туда. Вскоре такое предложение поступило от «Динамо» (Минск), куда он и перешёл.
В октябре 1993 года уехал играть в Израиль за «Бней Иегуду» Тель-Авив. Планировал вернуться в киевское «Динамо», но клубы не договорились о цене, поэтому выбор пал на израильскую команду. Дебютировал 30 октября в игре против «Хапоэля» Тель-Авив, стал игроком основы.
В 1997 году стал играть за «Балтику» (Калининград).
В 1997 перешёл в «Зенит» (Санкт-Петербург): 

Игрок резкий, взрывной и несмотря на возраст сохранивший отменные скоростные качества, Сергей Герасимец стал важнейшим звеном в игре команды Анатолия Бышовца. Их яркий дуэт с украинцем Романом Максимюком, выступавшим на левом фланге, с лихвой компенсировал острую нехватку в «Зените» тех лет сильных результативных форвардов. Вихревые фланговые атаки этих быстрых, агрессивных и невероятно мобильных полузащитников-полунападающих вносили в оборону соперника настоящую панику.— .
Затем играл в Литве за «Каунас» (1999). Годом позже за любительский клуб «Динамо-Стройимпульс» Санкт-Петербург.
Завершил игровую карьеру в 2002 году в белорусском клубе «Торпедо-МАЗ» Минск.

### В сборной
После распада СССР принял приглашение Михаила Вергеенко и стал выступать за сборную Беларуси, сыграл 25 игр и забил 7 мячей. Один из них — в ворота Эдвина Ван дер Сара в отборочном матче чемпионата Европы-96 против сборной Голландии в 1995 году.

На пару с Петром Качуро мы обыграли семерых голландских игроков. Я получил пас от партнёра и фактически от углового флага поразил ворота. Этот гол был признан лучшим в том туре отборочных игр.— .

### Тренерская
Тренерскую карьеру начал в петербургском «Динамо-Стройимпульсе». Мог стать главным тренером в брестком «Динамо», но не получил от руководства клуба серьёзного предложения. С 2002 по июль 2003 года возглавлял дубль петербургского «Динамо» (в 2003 году объединившийся с командой «Приозерск» из одноимённого города Ленинградской области и игравший в Первенстве КФК).
В качестве главного тренера возглавлял команды «Северсталь» Череповец (2004) и «Окжетпес» Кокшетау, Казахстан (2006, 2009—2010).
Ассистировал Анатолию Бышовцу в томской «Томи» (2006) и московском «Локомотиве» (2007). Осенью 2008 года подписал контракт с «Динамо» (Санкт-Петербург), где помогал Эдуарду Малофееву до 2009 года.
12 декабря 2010 года в Москве окончил 240-часовое обучение на тренерских курсах и получил лицензию Pro.
С 2012 года тренировал любительский ФК «Отрадное» одноимённого города Кировского района Ленинградской области.
С июня 2013 — главный тренер ФК «Питер».
19 марта 2014 был назначен на должность руководителя детско-юношеских команд — руководителя программы развития молодёжного футбола ФК «Тосно». Работал главным тренером молодёжной команды «Тосно» из первенства МРО «Северо-Запад» и Ленинградской области. 31 января 2016 контракт с клубом был расторгнут.
Перед сезоном-2016 возглавил новый клуб «Юниор» СПб, заявленный в III дивизион (ЛФК), МРО «Северо-Запад».
В мае 2017 года возглавил клуб «Анжи-Юниор» Зеленодольск из Первенства ПФЛ, зона «Урал-Приволжье». Через три месяца покинул клуб. В мае 2018 стал главным тренером очередного клуба, созданного международной частной сетью футбольных школ «Юниор» — «Юниор Севан» из первой лиги Армении. 13 февраля 2019 года покинул клуб в связи с прекращением сотрудничества между «Севаном» и сетью школ «Юниор».
23 июня 2020 года назначен главным тренером петербургского любительского клуба «Ядро».
Скоропостижно скончался в ночь с 25 на 26 сентября 2021 года на 56-м году жизни после победы команды «Ядро» в первенстве Северо-Запада. Похоронен на Смоленском православном кладбище в Санкт-Петербурге.

## Семья
Сын Сергей и брат Владимир также футболисты.